# Перші радощі (фільм)
«Перші радощі» (рос. «Первые радости») — російський радянський художній фільм режисера Володимира Басова, екранізація однойменного роману Костянтина Федіна. Знятий на кіностудії «Мосфільм» в 1956 році.

## Сюжет
Студент училища Кирило Ізвеков намагається знайти місце в житті. На дворі 1910 рік і всюди гуляють бунтарські настрої...

## У ролях
- Віктор Коршунов — Кирило Ізвеков
- Роза Макагонова — Аночка Парабукіна
- Ольга Жизнєва — Віра Нікандрівна Ізвєкова
- Володимир Ємельянов — Рагозін
- Ніна Меньшикова — Ксана Рагозіна
- Тетяна Конюхова — Ліза Мєшкова
- Володимир Соловйов — Меркурій Авдійович Мєшков
- Сергій Плотников — Тихон Платонович Парабукін
- Лора Мурашова — Анночка Парабукіна
- Михайло Названов — Пастухов
- Юрій Яковлєв —  поручик Василь Дибич
- Володимир Дружников — Цвєтухин
- Борис Новиков — Шубников
- Данило Ільченко — старий
- Іван Воронов — Рушники
- Георге Георгіу
- Євген Тетерін — Дорогомілов
- Олена Вольська — Глаша
- Наталія Ткачова — Мєшкова